# شيم العرب

لوحة تمثل العرب قديماً

شيم العرب هي صفات اشتهر بها العرب وحافظوا عليها وتوارثوها على مر العصورِ. ومن الصفات التي اشتهر بها العرب منذ القدم : مكارم الأخلاق، وإكرام الضيف، والفراسة، والعفو عند المقدرة، والشهامة، والمروءة.
وقد ذكر الشعراء تلك الشيم لتبقي مخَلَّدةً من تراث الأجداد.

## مكارم الأخلاق
تُعد مكارم الأخلاق من أهم الخصال اللائي يجب أن تكون في الإنسان، وقد اشتهر بها العرب، فقد قال النبي محمد: «إنَّما بُعِثْتُ لأُتممَ صالحَ الأخلاقِ» وفي رواية «مكارم الأخلاق».
وقد قال الشعراء كثيراً من الأبيات الشعرية في هذا الصدد منها:
- قال المتنبي:

- قال أبو تمام:

- قال الإمامُ علي بن أبي طالب:

## الفراسة
اشتهرت الفِراسة عند العرب، والفراسة هي علم من العلوم الطبيعية تُعرف به أخلاق الناس الباطنة من النظر إلى أحوالهم الظاهرة كالألوان والأشكال والأعضاء. أو هي الاستدلال بالخلق الظاهر على الخلق الباطن. وأما الإفرنج فيسمونه بلسانهم (physiognomy) وهو اسم يوناني من لفظين هما φυσις physis وتعني الجسم وγνομε gnome وتعني معرفة، وبذلك يكون معنى الكلمة «معرفة الجسم»، وهو اسم لمجال شبه علمي أو فن قراءة واستخلاص مكونات الشخصية بمجرد دراسة المظهر الخارجي للجسم وخاصة الوجه. وكان هذا التيار يعتبر من المعارف السرية في التاريخ القديم إلا أنه حظى بانتشار واسع في القرن 19 و20 وفي أوروبا اتخذت الفراسة بالإضافة إلى أشياء أخرى كتعليل للعنصرية والأوجينية،

### أبيات شعرية عن الفِراسة
- قال الشاعر:[2]

- وقال ابن الرومي:[3]

- وقال آخر:[4]

- وقال البحتري:[4]

- ومن الفِرَاسَة قول عمرو بن مرَّة العبدي:[5][6]

## إكرام الضيف
كان العرب وما زالوا يعتبرون إكرام الضيف من كرم النفس، فالكرم من أفضل الحسنات والدليل على ذلك المثل الشائع: «الكرم غطى كل عيب». وأشهر العرب بالكرم هو حاتم الطائي وهو من قبيلة طيء، ويعتبر أشهر العرب بالكرم والشهامة، ويعد مضرب المثل في الجود والكرم.

### أحاديث نبوية عن إكرام الضيف
روي عن أبي هريرة أن رسول اللّه ﷺ قال: 
| شيم العرب | مَن كانَ يُؤْمِنُ باللَّهِ واليَومِ الآخِرِ فَلْيُكْرِمْ ضَيْفَهُ، ومَن كانَ يُؤْمِنُ باللَّهِ واليَومِ الآخِرِ فَلْيَصِلْ رَحِمَهُ، ومَن كانَ يُؤْمِنُ باللَّهِ واليَومِ الآخِرِ فَلْيَقُلْ خَيْرًا أوْ لِيَصْمُتْ. | شيم العرب |

روي عن أبي هريرة أن رسول اللّه ﷺ قال: 
| شيم العرب | إنَّ رَجُلًا مِنَ الأنْصَارِ بَاتَ به ضَيْفٌ، فَلَمْ يَكُنْ عِنْدَهُ إلَّا قُوتُهُ وَقُوتُ صِبْيَانِهِ، فَقالَ لاِمْرَأَتِهِ: نَوِّمِي الصِّبْيَةَ، وَأَطْفِئِ السِّرَاجَ، وَقَرِّبِي لِلضَّيْفِ ما عِنْدَكِ، قالَ: فَنَزَلَتْ هذِه الآيَةُ {وَيُؤْثِرُونَ علَى أَنْفُسِهِمْ ولو كانَ بهِمْ خَصَاصَةٌ}. | شيم العرب |

### أبيات شعرية عن إكرام الضيف
- قال أبو العلاء المعري:

- وقال أيضًا:

- وقال أيضًا:

- وقال أبو الفتح كشاجم:

- وقال صفي الدين الحلي:

- وقال حاتم الطائي:

- قال أبو الطيب المتنبي:

## العفو عند المقدرة
هي العفو عن المخطئ رغم مقدرة صاحب الحق على عقابه. وهي واحدة من أجمل واسمى شيم العرب.

### أبيات شعرية عن العفو عند المقدرة
- قال الإمام الشافعي:

- قال أبو العلاء المعري:

- قال أحمد شوقي:

- قال فاضل أصفر :

- قال صفي الدين الحلِّي:

- قال الفتح البستي:

- قال أسامة بن منفذ:

- قال الشاعر القروي:

## المروءة
تميز العرب عن كثير غيرهم من الشعوب والثقافات بالمروءة، حتى أن كثير من اللغات لا تملك مرادفاً لكلمة مروءة العربية. ويرى العرب أن إغاثة المحتاج دليل على مروءة الرجل العربي وشهامته، وورد في لسان العرب تعريفها بأنها «الإنسانية»، فـ (مرُؤ المرء أو تمرّأ= صار ذا مروءة) وهي «آداب نفسانية تحمل مراعاتها الإنسان على الوقوف عند محاسن الأخلاق وجميل العادات أو هي كمال الرجولة».
فثمة اختلاف في التعريف، لكن التعريفات تتلاقى في مجموعة القيم النبيلة التي يجدر بالإنسان أن يتحلى بها.
قيل للأحنف: ما المروءة؟ فقال: العِفّة والحِرفة.
وسئل آخر عن المروءة، فقال: «ألا تفعل في السر أمرًا وأنت تستحيي أن تفعله جهرًا».

### ما قيل في المروءة
- قال الخليفة عمر بن الخطاب :| شيم العرب | "تعلموا العربية؛ فإنها تزيد في المروءة". | شيم العرب |[9]
- وقال علي :

| شيم العرب | من عامل الناس فلم يظلمهم، وحدثهم فلم يكذبهم، ووعدهم فلم يخلفهم، فهو ممن كملت مروءته، وظهرت عدالته، ووجبت أخوته | شيم العرب |

.
- قيل لسفيان بن عيينة: قد استنبطت من القرآن كل شيء، فأين المروءة في القرآن؟

فقال: في قول الله -﴿خُذِ الْعَفْوَ وَأْمُرْ بِالْعُرْفِ وَأَعْرِضْ عَنِ الْجَاهِلِينَ ۝١٩٩﴾
- قال أحد الشعراء:

- قال علي بن أبي طالب :

- وقَالَ عبد الله بن المبارك:

- وقَالَ الأحْنَفُ بْنُ قَيْسٍ:

- قَالَ الْحُصَيْنُ بْنُ الْمُنْذِرِ الرَّقَاشِيُّ:

- وقال الثعالبي:

- وقال منصور الفقيه:

- وقال بهاء الدين زهير:

- وقال أبو فراس الحمداني:

- وقال الشاعر السيد عبد المهدي (عراقي معاصر)، وهو يبحث عن المروءة وأصحابها:[11]